# Grand Street (stacja metra na Canarsie Line)
Grand Street – stacja metra nowojorskiego, na linii L. Znajduje się w dzielnicy Brooklyn, w Nowym Jorku i zlokalizowana jest pomiędzy stacjami Graham Avenue i Montrose Avenue. Została otwarta 21 września 1924.